# Микелуччи, Джованни
Джованни Микелу́ччи (итал. Giovanni Michelucci, 2 января 1891, Пистойя — 31 декабря 1990, Фьезоле близ Флоренции) — итальянский архитектор, градостроитель, рисовальщик и гравёр. Теоретик архитектуры и градостроительства. Один из лидеров итальянского «движения рациональной архитектуры».

## Биография
Родился в Пистойе, в семье потомственных владельцев литейного завода. Его дед в 1871 году открыл мастерскую по производству строительных элементов из чугуна. Джованни учился рисунку и гравированию у своего деда, работал на заводе отца. В 1908—1911 годах учился в Архитектурной школе в Пистойе, затем, в 1911—1914 годах, в Высшей школе архитектуры во Флоренции (с 1936 года — архитектурный факультет Флорентийского университета). В Пизанском университете — у Винченцо Пилотти.
Со своим другом Ренато Фонди принимал участие в издательских проектах альманахов «Famiglia Artistica» и «La Tempra». В 1915 году призван на фронт Первой мировой войны. В 1916 году молодой Микелуччи построил небольшую военную капеллу в Капоретто. В Тоскане он создал павильоны для Флорентийской выставки ремёсел. В 1920 году Микелуччи получил кафедру в Королевском национальном институте профессионального образования (Regio Istituto Nazionale d’Istruzione Professionale) в Риме и посвятил себя проектированию жилых домов недалеко от Пистойи.
В 1925 году во Флоренции он встречался с министрами тосканского происхождения А. Паволини и Дж. Боттаи и секретарём Б. Муссолини А. Кьяволини, и в декабре того же года вступил в Национальную фашистскую партию (PNF, Partito Nazionale Fascista).
В 1927 году Микелуччи основал компанию «La suppellettile» («Предметы обихода») с краснодеревщиком Ренцо Гори для ручного производства мебели. С 1928 года в течение двадцати лет он преподавал архитектуру интерьера, мебель и декор в Высшей школе архитектуры (Scuola superiore) во Флоренции.
В Риме, куда он переехал со своей женой Элоизой Пачини, Микелуччи сблизился с архитектором М. Пьячентини, испытал влияние творчества Й. Хоффмана. В 1925 году в Риме он преподавал архитектуру в Национальном институте профессионального образования.
В своём зрелом творчестве Джованни Микелуччи тяготел к рационализму и конструктивизму. В 1928 году вступил в объединение MIAR — «Итальянское движение за рациональную архитектуру» (Movimento Italiano per l’Architettura Razionale). Впервые понятие «итальянский рационализм» прозвучало на архитектурной выставке в Риме в 1928 году, организованной объединением «Группа семи» (Gruppo 7) и, позднее возглавившим группу, архитектором Адальберто Либерой. Затем, в 1930 году, было сформировано новое движение с целью объединить всех итальянских архитекторов-рационалистов. Это событие было отмечено публикацией Манифеста (Manifesto per l’Architettura Razionale, 1931), энергично поддержанного лидером фашистов Бенито Муссолини.
Важным поворотным моментом в карьере архитектора стал 1933 год, когда вместе с «Gruppo toscano», сформированной Нелло Барони, Пьер Никколо Берарди, Итало Гамберини, Сарре Гварнери, Леонардо Лузанна, он получил первую премию в конкурсе на проект здания железнодорожного вокзала Санта-Мария-Новелла во Флоренции.
Новое здание благодаря своему рационалистическому архитектурному языку, а также способности органично вписаться в исторический контекст, имело большое значение в истории новой итальянской архитектуры.
Став признанным архитектором, Микелуччи вместе Марчелло Пьячентини участвовал в реконструкции Университетского городка (Città universitaria di Roma), образовавшегося вокруг Университета Сапиенца в Риме (1935).
В 1938 году в Пескаре Микелуччи завершил проект Антонино Либери по реконструкции «Kursaal Aurum», построив здание в форме подковы. В годы, предшествовавшие Второй мировой войне, он вернулся к преподаванию во Флорентийском университете, где с 1944 по 1945 год был деканом архитектурного факультета.
Джованни Микелуччи входил в группу архитекторов по проектированию зданий к Всемирной выставке в Риме 1942 года (E.U.R., Esposizione Universale di Roma). Дистанцировавшись от фашистского прошлого, Микелуччи сумел в 1945 году возглавить факультет архитектуры во Флоренции. В декабре 1945 года он основал журнал «Новый Город» (La Nuova Città), который издавался с некоторыми перерывами до конца 1954 года. В том же 1945 году он встретил Брунно Дзеви и в последующие годы стал его сторонником. Микелуччи не участвовал в проектах послевоенного восстановления Флоренции, но в своих лекциях и полемических статьях сосредоточился на проблемах городского планирования.
В период с 1953 по 1956 год вместе с Карло Скарпа Микелуччи работал над реконструкцией отдельных залов галереи Уффици во Флоренции, построил несколько университетских зданий в Болонье и церковь Девы Марии в Пистойе. Во многих работах Микелуччи очевидна близость к темам органической архитектуры. Однако Микелуччи отвергал любые каноны, в том числе и ярлык «рационалиста», предпочитая следовать идеальной модели архитектуры: удовлетворение потребностей людей, простота, удобство и общественное назначение зданий.
В 1950-е годы Микелуччи много строил, реконструировал церкви и гражданские здания во Флоренции, участвовал в разработке городского плана Флоренции и был архитектурным консультантом в Ферраре. В 1956—1957 годах он проектировал двадцатиэтажный небоскрёб на площади Маттеотти в Ливорно — оригинальную композицию, резко контрастирующую с тем, что делали в этом жанре другие архитекторы (башня построена в 1966 году). Его проекты с рецензиями М. Пьячентини публиковали престижные журналы «Domus» и «Architettura» (1930—1931). Микелуччи разрабатывал генеральные планы развития городов: Феррары, Флоренции, Пистойи.
В 1958 году Микелуччи получил премию Фельтринелли в области архитектуры от Национальной академии деи Линчеи, первую в длинной череде наград и премий. На XII Миланской Триеннале (Triennale di Milano) в 1960 году Джованни Микелуччи стал одним из восьми итальянских архитекторов, которым была посвящена отдельная секция.
Несмотря на преклонный возраст, Микелуччи продолжал свою деятельность на протяжении 1970—1980-х годов. Известны его проекты церкви Санта-Роза в Ливорно, мемориала Микеланджело в Апуанских Альпах и театрального комплекса в Ольбии.
Коммуна Пистойи провозгласила Микелуччи своим почётным гражданином.
Умер в 1990 году, накануне своего 100-летия. Его прах вместе с прахом жены, художницы Элоизы Пачини покоится на вилле Иль Розето (Villa Il Roseto — «Вилла Розария») с садом роз во Фьезоле, которая была его любимым местом отдыха.
Микелуччи и Пачини проживали на вилле с 1958 года. В 1982 году Микелуччи совместно с регионом Тоскана и муниципалитетами Пистойи и Фьезоле основал Фонд Джованни Микелуччи, назначив наследником и руководителем своего друга-соратника Гвидо Де Маси. В собственность фонда вошли здание виллы, библиотека, чертежи и модели мастерской архитектора.
Своеобразная философия архитектуры Микелуччи продолжает развиваться архитектурными журналами, основанными Микелуччи при его жизни, такими как «Новый город» (La Nuova Città), созданным в период 1945—1946 годов, и написанными им ранее статьями.
Учениками Микелуччи были архитекторы Нелло Барони, Витторио Ди Паче, Эдоардо Детти, Марко Децци Бардески.

## Галерея

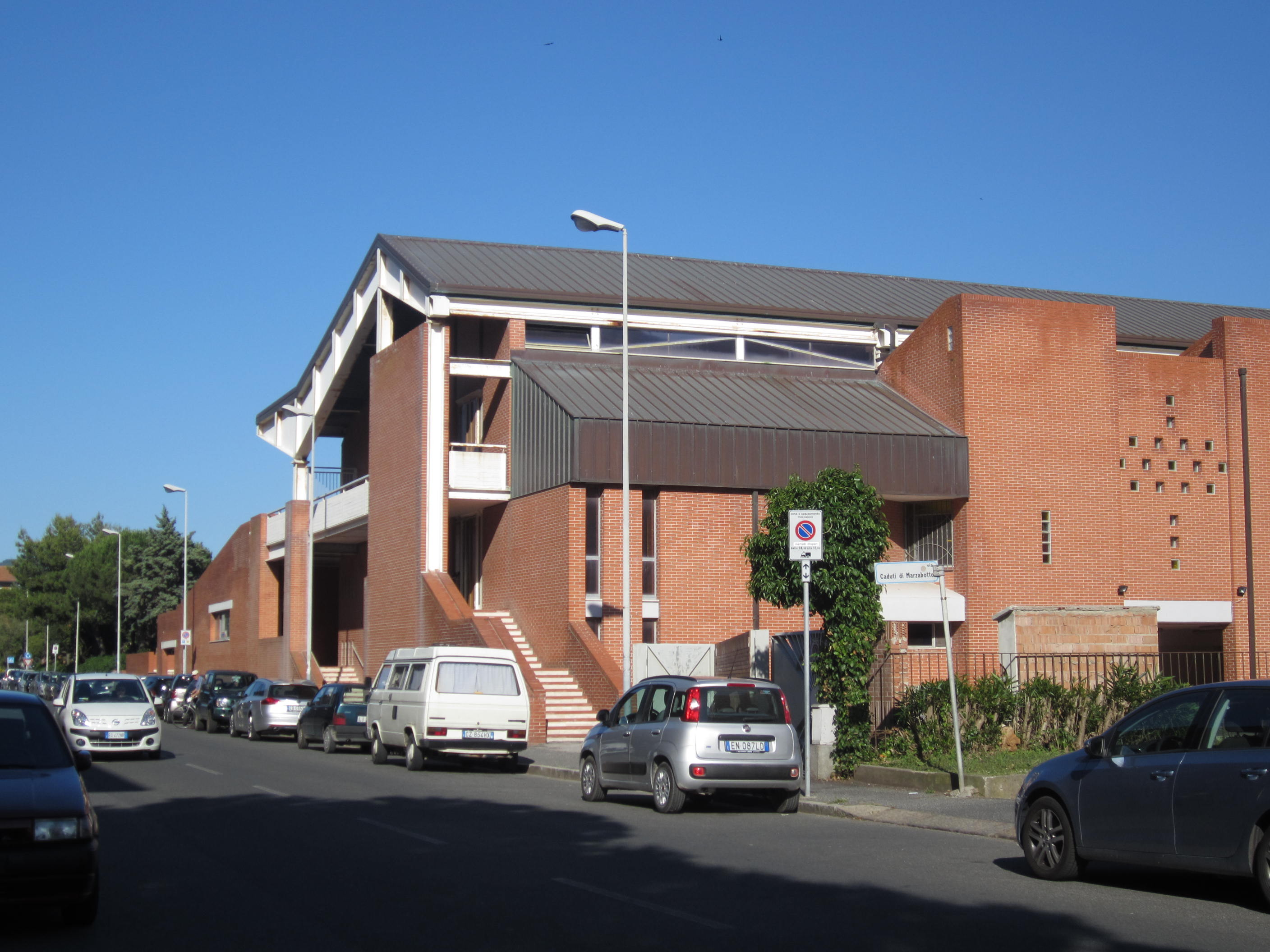
Церковь Санта Роза в Ливорно. 1998
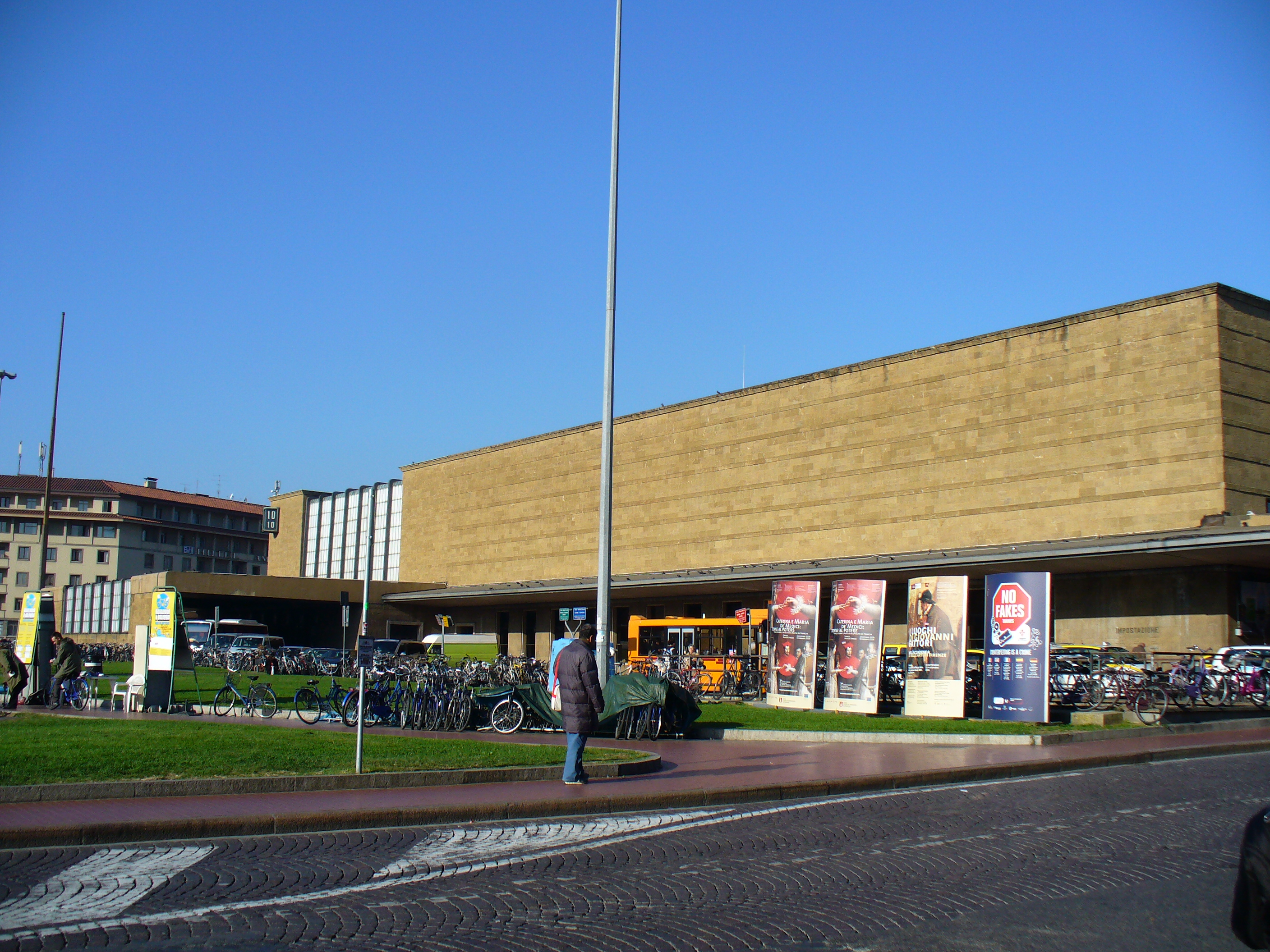
Вокзал Санта-Мария-Новелла во Флоренции. 1932—1934
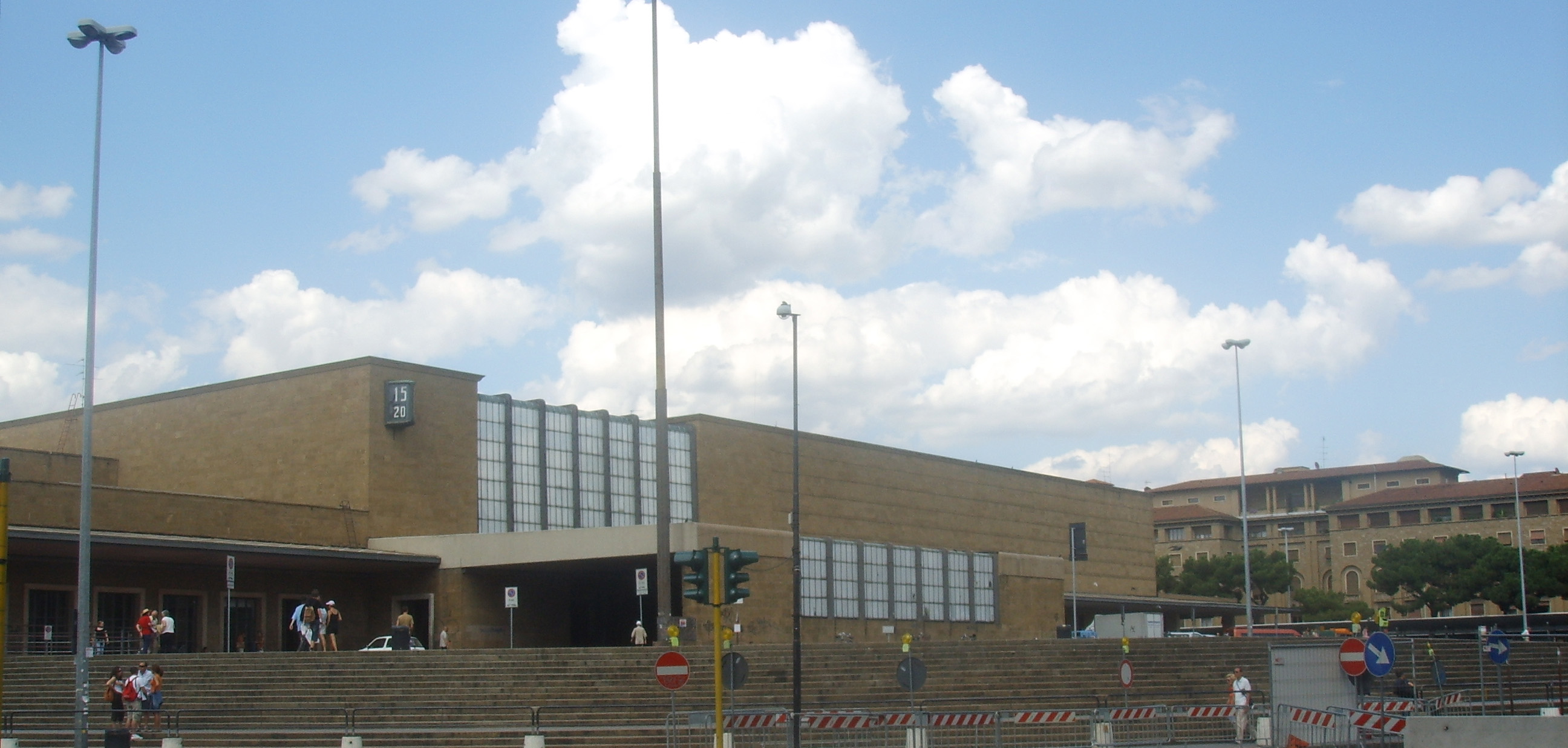
Вокзал Санта-Мария-Новелла
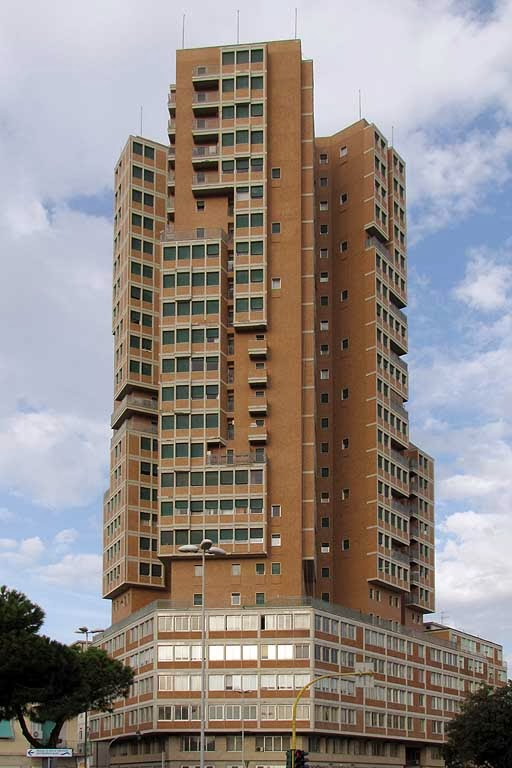
Башня Маттеотти в Ливорно. 1966
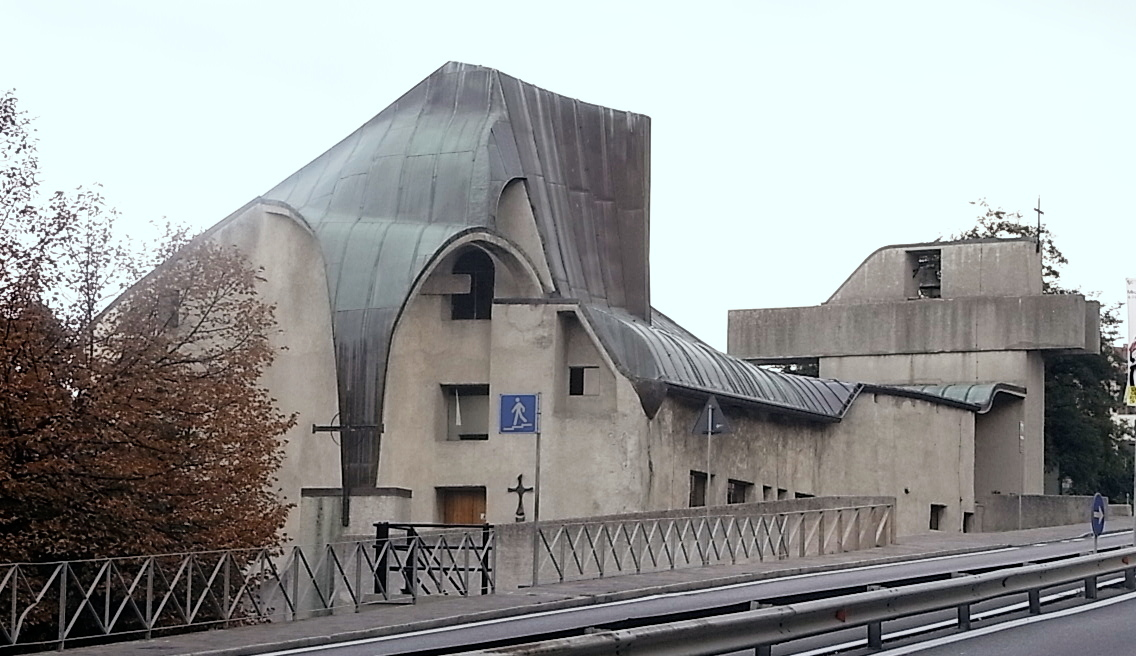
Сантуарио Святой Девы в Борго Маджоре. 1967
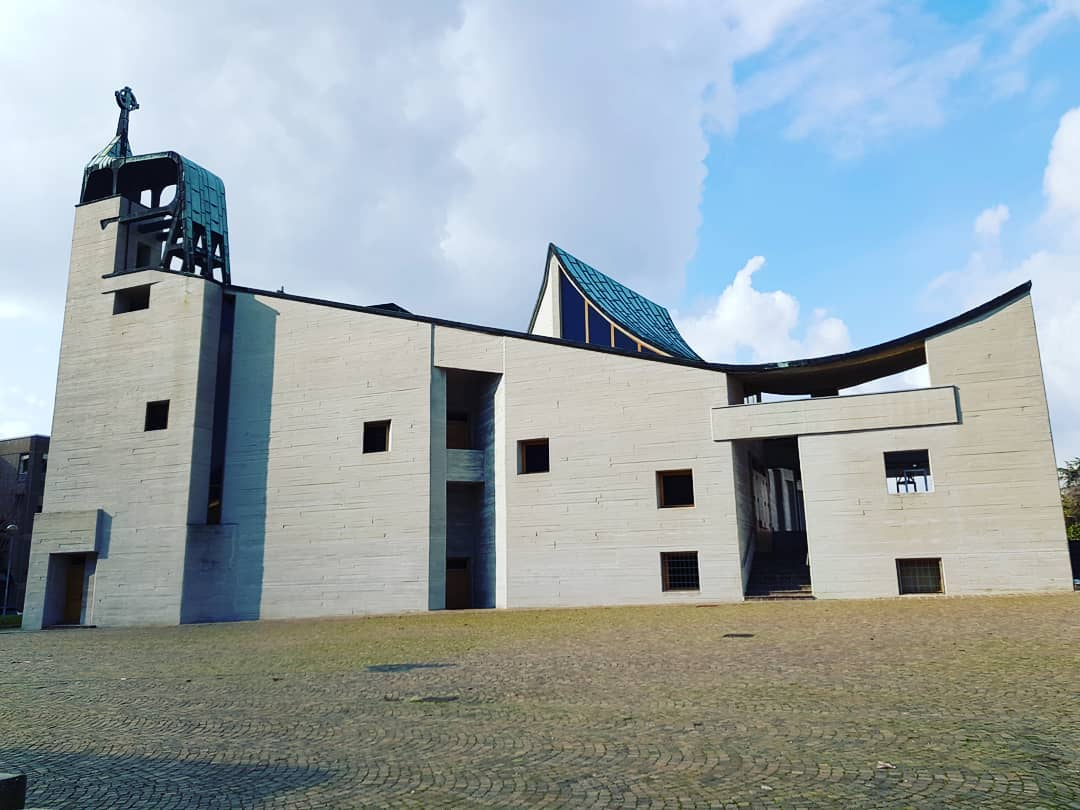
Церковь Св. Иоанна Крестителя в Арциньяно. 1967